# André Girodie
André Girodie est un historien de l'art et conservateur de musée né à Bordeaux le 23 juin 1874 et mort à Paris le 14 décembre 1946.

## Biographie
André Girodie est un autodidacte. Il est engagé par Jacques Doucet en 1898 comme secrétaire, avant de devenir directeur des Actes d’art et d’archéologie. À partir de 1910, il participe à la création de la Bibliothèque de Jacques Doucet. Il est chargé de constituer un Dictionnaire des artistes et ouvriers d’art de la France ce qui l'amène à compiler une importante littérature sur les artistes des écoles régionales. Il publie alors quelques études dans les Notes d'art et d'archéologie. Il publie en 1903 Les Musées d’artistes français dans leurs provinces où il développe une conception régionaliste de l'art et défend l'organisation des musées dans les provinces. Il défend de rendre aux musées de province les œuvres des artistes qui en sont originaires. Il en défend cette approche dans La Sculpture bourguignonne et les droits du Musée de Dijon parue en 1904.
Il va faire partie des historiens de l'art qui à la suite de la guerre franco-allemande de 1870 vont contester à l’Allemagne à figurer dans la « société des grandes nations créatrices » selon les propos d'Émile Mâle. Il veut défendre l'art des provinces perdues. Avant 1914, il va consacrer l'essentiel de son travail à l'Alsace. Il est un collaborateur régulier de la Revue alsacienne illustrée. Il défend la mémoire de Jean-Jacques Henner. Il veut détacher l'art alsacien de la sphère stylistique germanique qui est particulièrement sensible dans Martin Schongauer et l’art du Haut-Rhin en France paru en 1911.
Il s'engage dès le début de la Première Guerre mondiale. Il est grièvement blessé à Souain, en 1915.
À la fin de la guerre, il n'a plus d'emploi. Il collabore aux Archives alsaciennes d’histoire de l’art. Il s'intéresse alors à l'art alsacien du 18e ou du 19e siècle.
En 1927, grâce à l'appui de Raymond Koechlin, il est nommé conservateur du musée de la Coopération franco-américaine de Blérancourt. En 1940, au début de la Seconde Guerre mondiale, les collections du musée sont déplacées au château de Fougères-sur-Bièvre. En 1945, le château de Blérancourt est dévasté. Il s’emploie alors à y réinstaller le musée et à y créer un Institut d’histoire franco-américaine.

## Distinction
- Croix de guerre en 1915.
- Prix Charles-Blanc de l'Académie française en 1916.
- Chevalier de la Légion d'honneur en 1931.

## Publications
- Les Musées d’artistes français dans leurs provinces, Moutiers, Imprimerie F. Ducloz, 1903 (lire en ligne)
- Un peintre alsacien de transition. Clément Faller, Strasbourg, Édition de la "Revue alsacienne illustrée", 1907, 111 p.
- Martin Schongauer et l’art du Haut-Rhin en France, Paris, Librairie Plon, coll. « Les Maîtres de l'art », 1911, 250 p. (lire en ligne)
- avec Victor Huen, Généraux d'Alsace et de Lorraine, Mulhouse, Charles Bahy imprimeur, 1912
- avec Émile Hinzelin, La Lorraine affranchie  (préf. Maurice Barrès), Paris, Éditions artistiques de "l'Art et les artistes", 1916, 68 p.
- avec Maurice Barrès, Émile Hinzelin, Henri Welschinger, L'art et les artistes. Alsace et Lorraine, Paris, Éditions artistiques de "l'Art et les artistes", 1917, 139 p.
- Un peintre des fêtes galantes : Jean Frédéric Schall (Strasbourg 1752-Paris 1825), Strasbourg, Compagnie alsacienne des arts photomécaniques : A. et F. Kahn, éditeurs-imprimeurs, 1927, 84 p. et 47 planches
- Musée national historique de Blérancourt : Catalogue sommaire, Les Amis du musée de Blérancourt, 1928, 74 p. (lire en ligne), XXVIII planches
- Exposition du centenaire de La Fayette (1757-1834). Catalogue, Paris, Musée de l'Orangerie, 1934, XII-227 p.

### Revue alsacienne illustrée
- « Biographie alsacienne XII-Eugène Müntz », Revue alsacienne illustrée, vol. IV, no 3,‎ 1902, p. 65-74 (lire en ligne)
- « Biographies alsaciennes XIII-Théodore Deck », Revue alsacienne illustrée, vol. V, no 2,‎ 1903, p. 45-60 (lire en ligne)
- « L'exposition d'armes, d'uniformes et de documents militaires de Strasbourg », Revue alsacienne illustrée, vol. VI, no 1,‎ 1904, p. 14-22 (lire en ligne)
- « Observations sur la sculpture alsacienne », Revue alsacienne illustrée, vol. VI, no 3,‎ 1904, p. 86-98 (lire en ligne)
- « Biographie alsacienne XV-Albert Koettger », Revue alsacienne illustrée, vol. VI, no 4,‎ 1904, p. 113-124 (lire en ligne)
- « Chronique d'Alsace-Lorraine - Jean-Jacques Henner », Revue alsacienne illustrée, vol. VII, no 4,‎ 1905, p. 46-47 (lire en ligne)
- « Biographie alsacienne XIX-Louis-Clément Faller », Revue alsacienne illustrée, vol. VIII, no 4,‎ 1906, p. 121-140 (lire en ligne)
- « Biographie alsacienne XXI-Charles Dulac », Revue alsacienne illustrée, Strasbourg, vol. IX, no 3,‎ 1907, p. 81-87 (lire en ligne)
- « La tradition de la toile imprimée alsacienne », Revue alsacienne illustrée, Strasbourg, vol. X, no 1,‎ 1908, p. 19-24 (lire en ligne)
- « Biographie alsacienne XXIII-Jean-Baptiste Weyler », Revue alsacienne illustrée, Strasbourg, vol. X, no 3,‎ 1908, p. 65-73 (lire en ligne)
- « Biographie alsacienne XXIV-Frédéric Brentel », Revue alsacienne illustrée, Strasbourg, vol. XI, no 2,‎ 1909, p. 37-49 (lire en ligne)
- « Un graveur alsacien contemporain, Maurice Achener », Revue alsacienne illustrée, Strasbourg, vol. XII, no 1,‎ 1910, p. 20-21 (lire en ligne)
- « Biographie alsacienne XXIX-Félix Voulot », Revue alsacienne illustrée, Strasbourg, vol. XII, no 1,‎ 1910, p. 20-21 (lire en ligne)
- « Biographie alsacienne XXX-Auguste Zwiller », Revue alsacienne illustrée, Strasbourg, vol. XIV, no 4,‎ 1912, p. 93-100 (lire en ligne)

### Archives alsaciennes d’histoire de l’art
- « Le "Diarium" du miniaturisme Georges-Antoine Keman de Sélestat (1784-1816) », Archives alsaciennes d’histoire de l’art, t. 4,‎ 1925, p. 209-246 (lire en ligne)
- « Deux notes sur les peintres strasbourgeois Jean-Baptiste Weyler et Jea-Frédéric Schall », Archives alsaciennes d’histoire de l’art, t. 5,‎ 1926, p. 223-226 (lire en ligne)
- « Deux peintres versaillais d'origine alsacienne : Karpff et Wachsmuth », Archives alsaciennes d’histoire de l’art, t. 10,‎ 1931, p. 183-188 (lire en ligne)
- « La noce de village, de Martin Drolling », Archives alsaciennes d’histoire de l’art, t. 12,‎ 1933, p. 123-128 (lire en ligne)
- « Les ancêtres bourguignons des peintres Guérin, de Strasbourg », Archives alsaciennes d’histoire de l’art, t. 16,‎ 1936, p. 159-162 (lire en ligne)